# Зимовий пейзаж з ковзанярами та пасткою для птахів (картина)
«Зимовий пейзаж з фігуристами та пасткою для птахів» (нід. Winterlandschap met vogelknip) —  картина 1565 р., вважається роботою фламандського живописця Пітера Брейгеля Старшого, знаходиться в Королівському музеї образотворчих мистецтв Бельгії в Брюсселі. Картина показує сільську сцену, де люди катаються на замерзлій річці, а праворуч серед дерев та кущів птахи збираються навколо пташиної пастки. Картина відома як оригінальний та найдавніший зразок найуспішнішої картини династії родини Брейгелів, оскільки історик мистецтв Клаус Ерц задокументував її 127 примірників у своїй вичерпній монографії про сина художника у 2000 році. 
 

З 127 задокументованих примірників у 2000 році Ертц перелічує 45, Пітера Брейгеля Молодшого, 51 сумнівних та 31 не визнаних, але помітних, і всі вони були створені у 17 столітті.  Починаючи з 2000 року, дискусія не припиняється, і, можливо, ця картина використовує мотиви якогось раніше втраченого оригіналу Яна Брейгеля Старшого в серії творів «Мисливці на снігу».  Кожен відомий примірник, здається, підкреслює тонкі деталі, будь то в облаштуванні пташиної пастки, лунки в льоді чи якусь релігійну тему. У двох примірниках, задокументованих Ерцем, зображено біблійну тему Відпочинок Марії у польоті в Єгипет. Різноманітність мотивів та їх популярність у копіях призвели до багатьох спекуляцій та порівнянь сучасних гравюр та пізнішої популярності зимового пейзажу як власного жанру мистецтва, що дало змогу таким художникам, як Гендрік Аверкамп, створити бізнес з цього мотиву. 

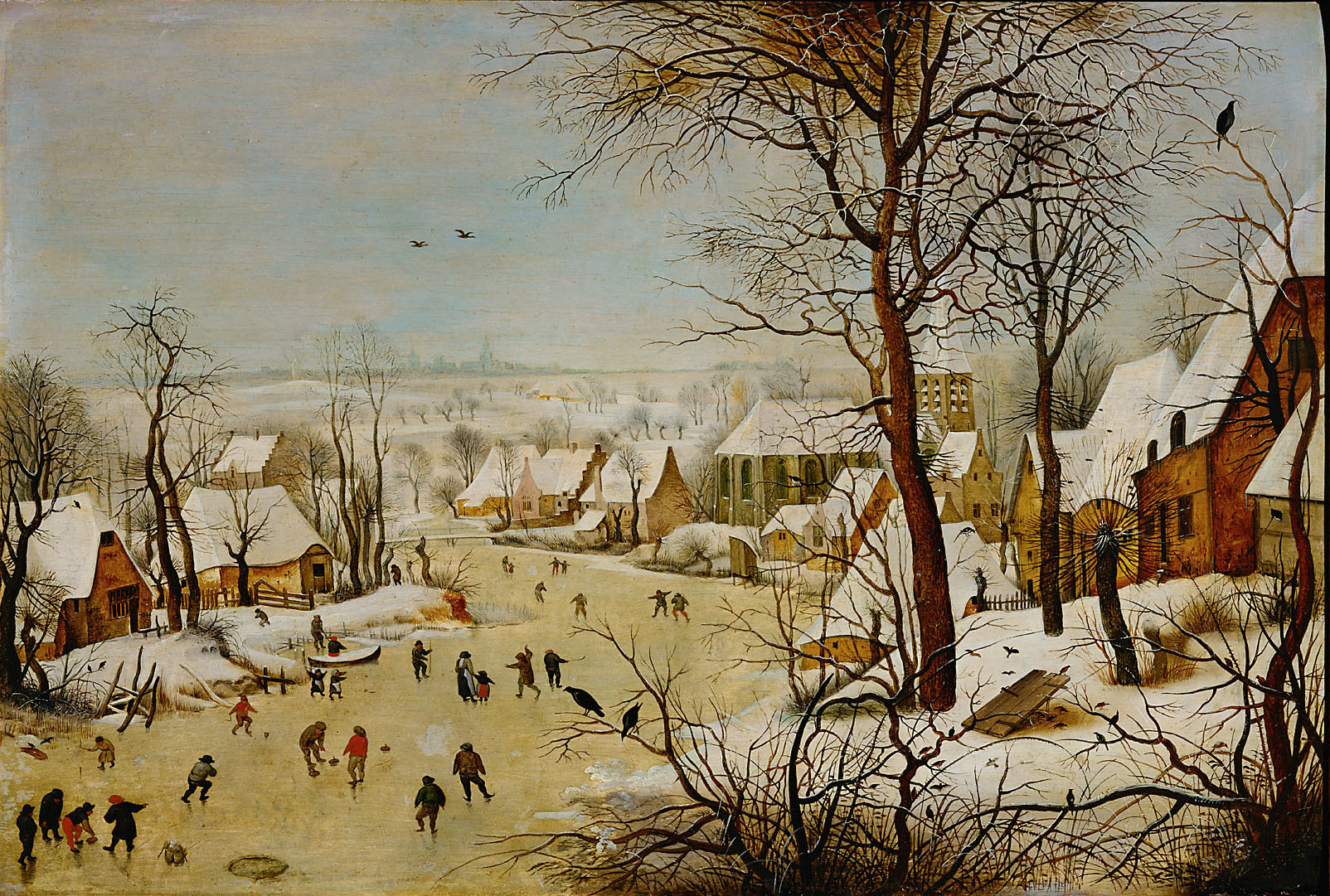
Версія, що належить ерцгерцогу Леопольду Австрійському, Музей Кунсторісторіш
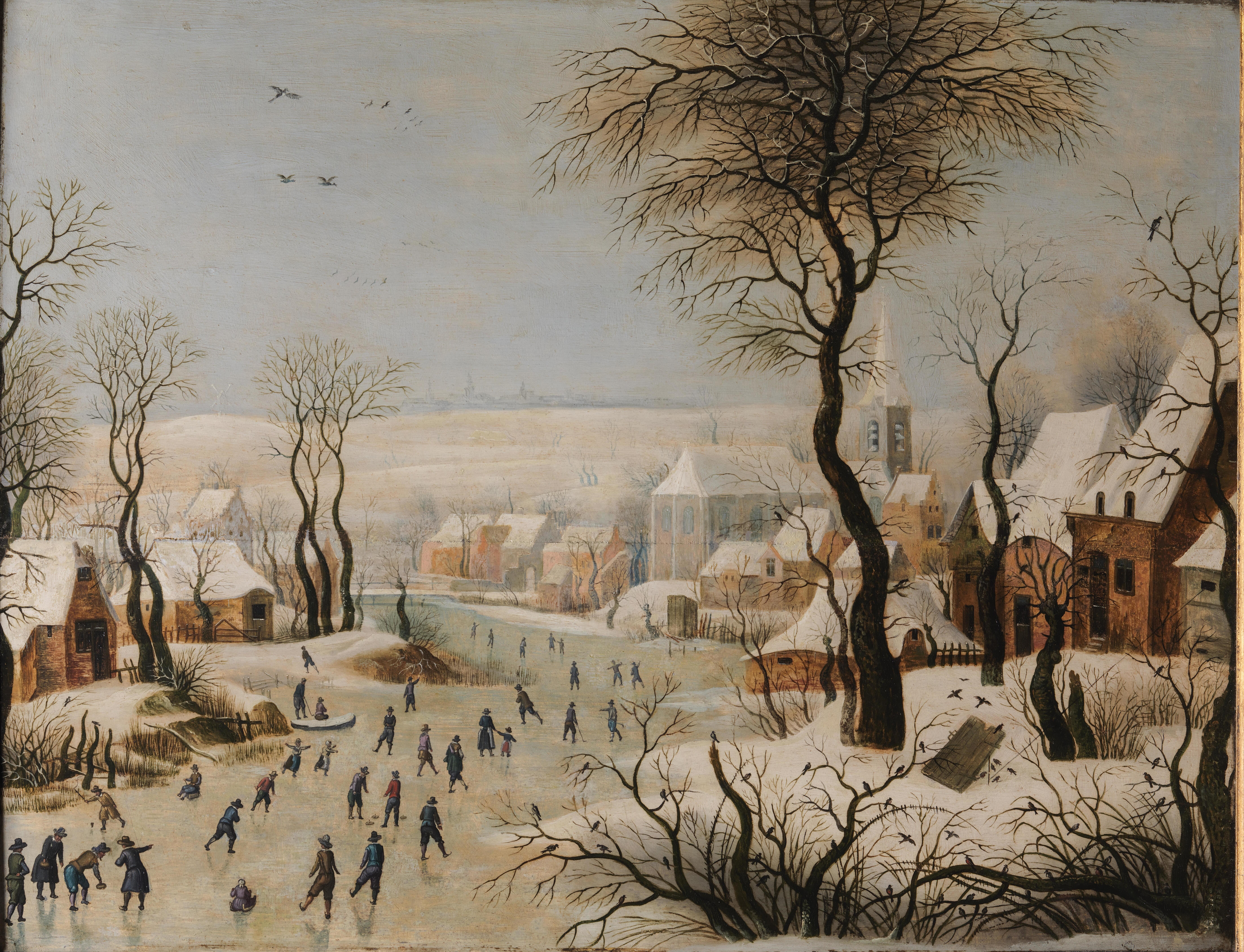
Версія, що належить Крістіану IV та частина прикраси замку Розенборг 1618-1620 років
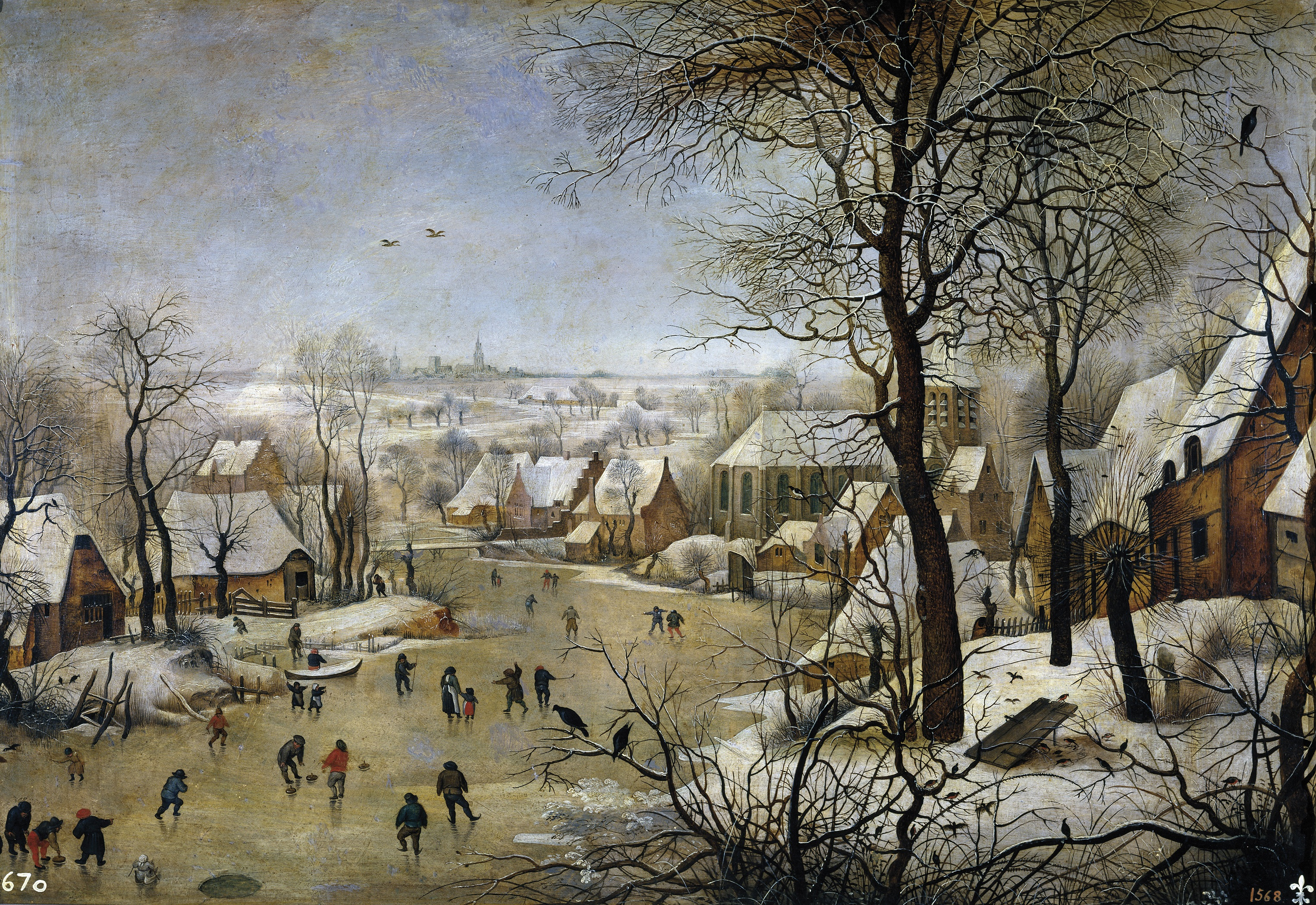
Версія, що належить Елізабет Фарнезе, Музей Прадо
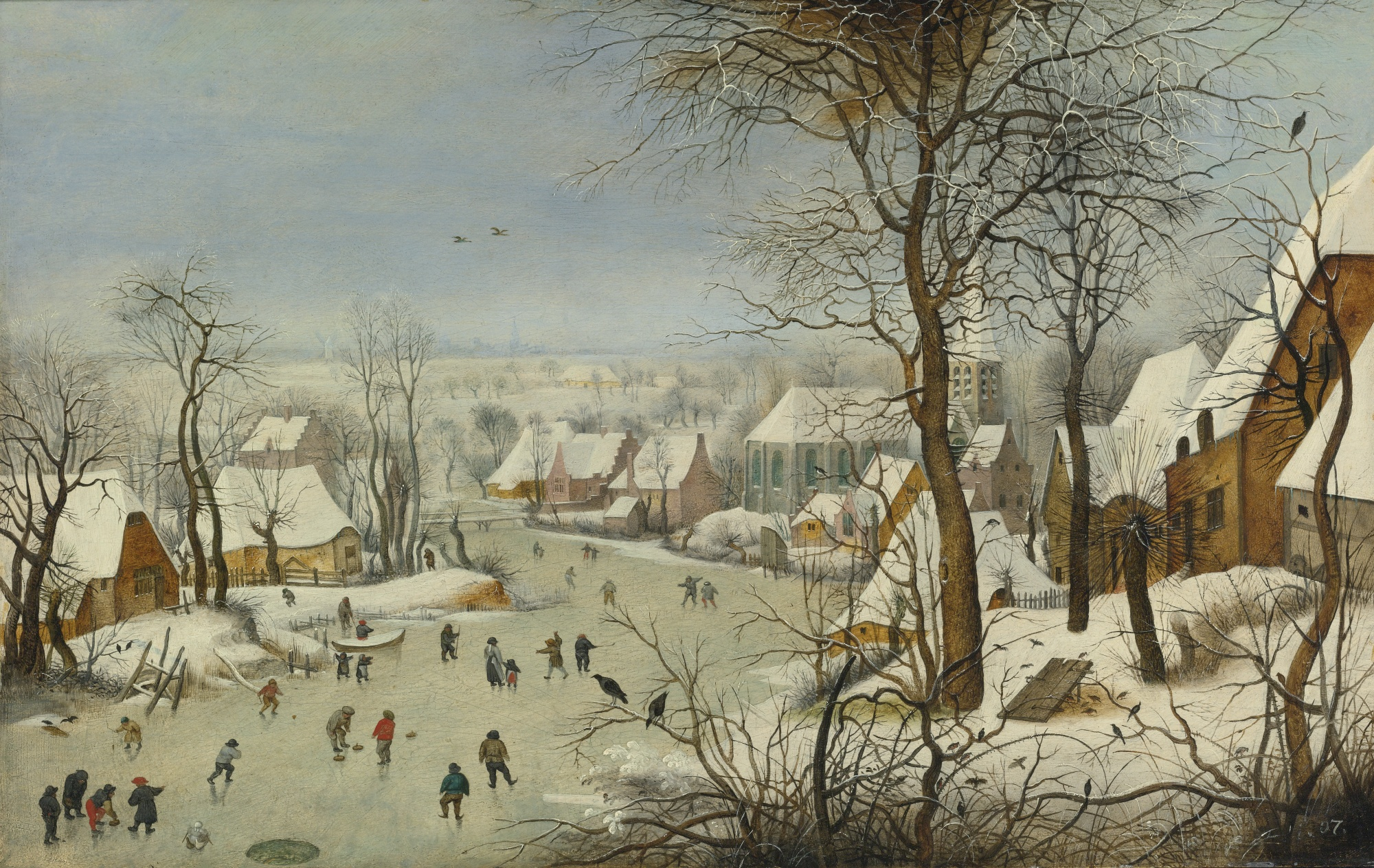
Версія, продана в січні 2014 року компанією Sotheby's NY за 2,3 мільйони доларів
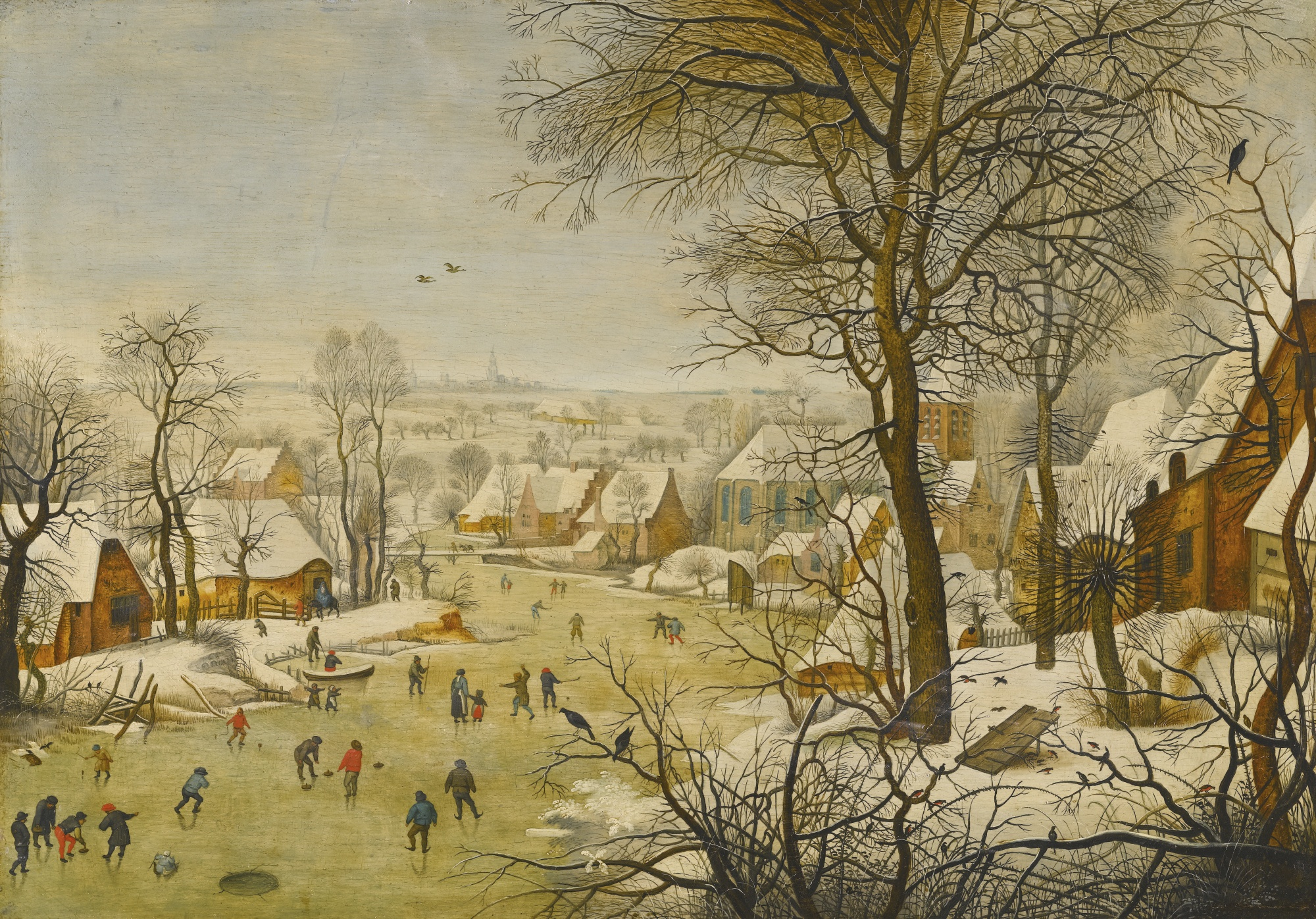
Версія, продана в липні 2014 року лондонським Sotheby за 3,4 мільйона фунтів